# 孫徳昭
孫 徳昭（そん とくしょう、生没年不詳）は、唐末の人物。塩州五原県の人。

## 生涯
孫徳昭は、父の孫惟最の後を継いで、左神策軍指揮使となった。
光化3年（900年）、宦官の劉季述が昭宗を廃して皇太子李裕を擁立すると、宰相の崔胤は、昭宗の反正（復位）を謀り、ひそかに孫徳昭を説得するため、自らの衣服を切断してその切れ端に文字を書いて手紙をしたため、これを使者に持たせて孫徳昭へと届けた。
天復元年（901年）、孫徳昭は、出兵して劉季述・周承晦を打ち破り、劉季述らを捕えた。劉季述・王彦範は、木棍で殴打されて死に、薛斉偓は井戸に身を投げて自死した。その他、劉季述らの一味で誅殺された者は二十余人にのぼった。昭宗は復位し、孫徳昭は、その功により、同平章事・静海軍節度使に任ぜられ、国姓の李姓を賜った。また、凌煙閣には肖像画が掲げられ、晩年には金吾大将軍となった。